# FC Temišvar
FC Temišvar (rumunjski: Fotbal Club Timişoara) je rumunjski nogometni klub osnovan 2002. godine i koji trenutno nastupa u najjačoj rumunjskoj nogometnoj ligi, zvanoj "Liga I". Klub je osnovan kada je Anton Doboş, vlasnik AEK Bukurešta, klub premjestio u Temišvar nakon prolaska u Ligu I. Ipak, postavlja se problem zbog prava kluba, jer vlasnik FC Politehnice Temišvar, Claudio Zambon sebe smatra vlasnikom kluba. Istraga se i dalje provodi o tom slučaju. Unatoč kontroverzama, FC Temišvar je jedan od najpopularnijh nogometnih klubova u Rumunjskoj. Od ulaska u prvu ligu, sezone 2002./03., klub je uvijek imao najveću prosječnu posjećenost po utakmici.
Klub ima i rezervnu momčad, FC Temišvar II, koja treunutno nastupa u trećoj rumunjskoj nogometnoj ligi. Služi za treniranje i usavršavanje mladih i talentiranih nogometaša kluba.

## Imena kluba
| Razdoblje     | Ime                                   |
| ------------- | ------------------------------------- |
| 2002. – 2004. | FC Politehnica AEK Timişoara          |
| 2004. – 2007. | FCU Politehnica Timişoara             |
| 2007. – 2008. | FC Politehnica 1921 Ştiinţa Timişoara |
| 2008. - danas | FC Timişoara                          |

## Uspjesi
Rumunjska liga:
- Doprvaci (1x): 2008./09.

Rumunjski kup:
- Doprvaci (2x): 2006./07., 2008./09.

## Poznati igrači
(igrači koji su nastupili u barem 30 utakmca za klub ili zabili barem 15 pogodaka za klub)
| - Romulus Buia - Cristian Silvăşan - Cosmin Contra - Viorel Moldovan - Gabriel Caramarin - Mihăiţă Pleşan - Ovidiu Petre - Gabriel Torje - Bănel Nicoliţă - Gheorghe Bucur - Marius Popa - Dan Alexa - Costel Pantilimon - Srdjan Luchin - Valentin Badoi | - Artavazd Karamyan - Arman Karamyan - Winston Parks - Lukáš Magera - Emmanuel Osei - Ifeanyi Emeghara - Abiodun Agunbiade - Carlos Milhazes - Gueye Mansour - Miloš Brezinský - Marián Čišovský - Balázs Borbély - Dejan Rusič - Dare Vršič |

## Vanjske poveznice
- Službena stranica
- Službena navijačka stranica
- FC Temišvar Portal  Arhivirana inačica izvorne stranice od 27. ožujka 2009. (Wayback Machine)
- FC Poli: Neslužbena navijačka stranica  Arhivirana inačica izvorne stranice od 17. svibnja 2008. (Wayback Machine)
- Viola Online: Neslužbena navijačka stranica  Arhivirana inačica izvorne stranice od 17. rujna 2009. (Wayback Machine)
- FC Temišvar Fan-Blog
- FC Temišvar - Liga I  Arhivirana inačica izvorne stranice od 21. kolovoza 2009. (Wayback Machine)
- FC Temišvar - Svi rezltati u Ligi I  Arhivirana inačica izvorne stranice od 27. rujna 2007. (Wayback Machine)
- Vijesti FC Temišvara  Arhivirana inačica izvorne stranice od 16. rujna 2009. (Wayback Machine)